# Der Historiker
Der Historiker (OT: The Historian, 2005) ist ein Roman der US-amerikanischen Autorin Elizabeth Kostova. Kostovas Debütwerk verknüpft historische und volkstümliche Überlieferungen zur Gestalt des rumänischen Fürsten Vlad III. Drăculea (Drakula) mit der Suche einer jungen Frau nach ihrem verschollenen Vater, der selbst wiederum lange über die Dracula-Legende geforscht hatte. Der Roman steht in der Tradition des magischen Realismus, indem sich Fiktion und Wirklichkeit annähern und letztlich verweben, so dass das schließliche Eintreten Draculas in die reale Welt der Erzählerin den Roman abrundet.
Die Geschichte ist mehreren Genres wie Vampirroman, Schauerroman, Abenteuerroman und Kriminalroman zuzuordnen.

## Inhalt
Der Roman hat drei Teile, die jeweils mit einem Zitat aus Bram Stokers Dracula-Roman beginnen.

### Teil 1
Die  Handlung beginnt 1972 in Amsterdam. Die Erzählerin ist vernarrt in Bücher und findet in der Bibliothek ihres Vaters Paul ein altes Buch und ein Bündel vergilbter Briefe. Die Seiten des Buchs sind leer bis auf eine Seite mit dem Holzdruck eines  Drachen und dem Schriftzug Drakulya. Ihr Vater – ein Rationalist – erzählt ihr, dass er während seiner Studentenzeit 1950 in Oxford auf mysteriöse Weise das  Buch fand und seinen Doktorvater Bartholomew Rossi um Rat bat. Rossi hatte 1930 ein ähnliches Buch gefunden, ebenfalls mit leeren Seiten und dem Bild eines Drachen. Rossi begann damals die Geschichte von Țepeș und die Mythen um  Dracula  zu erforschen. Er reiste bis nach Istanbul, wo ihm einige Vorfälle jedoch  große Angst einjagten. Er stellte daraufhin  seine Nachforschungen ein, kehrte nach  Oxford zurück und beendete seine Doktorarbeit. Rossi übergibt Paul die Ergebnisse seiner Nachforschungen. Er glaube, dass  Dracula immer noch am Leben sei.
Nachdem Paul Rossis Büro verlassen hat, verschwindet Rossi. In seinem Büro finden sich Blutspuren am Schreibtisch und an der Decke des Raums. Paul ist sich sicher, dass Rossi etwas Grausames zugestoßen sein muss, und er macht es sich zur Aufgabe, ihn wieder zu finden.
Während einer seiner Nachforschungen in der Universitätsbibliothek trifft er auf eine junge Frau, die Bram Stokers Dracula-Roman zu lesen scheint. Ihr Name sei Helen Rossi und sie behauptet, Rossis Tochter zu sein, jedoch habe sie ihn nie kennengelernt, da er ihre Mutter nach einer Affäre in Rumänien verlassen habe. Sie will sich dafür rächen, indem sie noch vor Rossi ihre Arbeit über Dracula veröffentlicht. Es stellt sich heraus, dass ihre Nachforschungen zum Thema Dracula weiter gediehen sind als Pauls eigene Forschungen.
Paul hat den Verdacht, dass einer der Bibliothekare die Nachforschungen der beiden verhindern will. Helen jedoch misstraut Paul, bis sie der Bibliothekar angreift und in den Hals beißt. Die beiden verfolgen ihn und finden ihn Minuten später vor der Bibliothek tot auf, er wurde bei seiner Flucht von einem Auto angefahren.

### Teil 2
Paul und Helen brechen zu einer Suche nach Rossi auf, um hinter das Geheimnis der Dracula Legende zu kommen. Sie sind der Auffassung, dass Rossi möglicherweise von Dracula entführt und begraben wurde. Die Legende besagt, dass Vlad Țepeș in Snagov begraben wurde, eine der Unterlagen von Rossi ist eine Karte, die jedoch auf ein anderes Grab hinweist. Sie reisen nach Istanbul und suchen das Archiv des osmanischen Herrschers Mehmed II., ein Erzfeind von Țepeș. Glücklicherweise treffen sie auf den türkischen Professor Turgut Bora der Universität Istanbul, der ebenfalls eines der merkwürdigen Bücher gefunden hat. Mit Freunden von Bora erforschen sie das Archiv und finden wichtige Dokumente.
Plötzlich taucht der Bibliothekar auf, der in den USA überfahren wurde, der offenbar den Unfall überlebt hat und ein Vampir zu sein scheint. Er verfolgt Helen und Paul. Es stellt sich heraus, dass er einen Namen auf ein historisches Dokument geschrieben hat, welches wichtige Werke über Dracula aufzählt. Der Name ist Bartolomew Rossi und das Werk heißt Der Geist in der Amphore. Dies bestärkt Helen und Paul in ihrer Vermutung, dass Rossi von Dracula entführt wurde.
Von Istanbul aus führt die Suche die beiden nach Bukarest, wo sie Helens Mutter aufsuchen, die vielleicht weitere Informationen hat. 1930 führte Rossis Suche nach dem Grab nach Rumänien, wo er in einem abgelegenen Dorf Helens Mutter kennengelernt hatte. Helen erfährt nun zum ersten Mal die ganze Geschichte von Rossi und ihrer Mutter. Er war nur ein paar Tage im Dorf wegen seiner Nachforschungen, verliebte sich jedoch und wollte sogar heiraten, verschwand dann aber plötzlich. Auf einen Brief der Mutter kam nur die Antwort von Rossi, nie in Rumänien gewesen zu sein. Die Mutter erzählt, dass sie und Helen Nachfahren von Vlad Țepeș sind.
Währenddessen hat Bora in Istanbul weitere Dokumente übersetzt und herausgefunden, dass die Fährte nach Bulgarien führt. Helen und Paul reisen nach Bulgarien.

### Teil 3
Bora berichtet, dass er Mitglied eines geheimen Ordens ist, der einst von Sultan Mehmed II. aus der Elite der Janitscharen berufen wurde, um den Drachenorden auch nach seinem Tod von einer Eroberung des Osmanischen Reiches zu hindern. In Bulgarien suchen Helen und Paul die Hilfe des Gelehrten Anton Stoichev. Stoichev erzählt, das Grab Draculas sei in Bulgarien in einem Kloster namens Sveti Georgi, das allerdings in keinem Dokument und keiner Karte verzeichnet sei.
In der Handlungsebene 1970 sucht die Erzählerin weiterhin mit Barley nach ihrem Vater und findet seine Sachen in einem Hotelzimmer im französischen Les Bains, wo auch ein Stapel Postkarten liegt, die alle an die Erzählerin adressiert sind und von ihrer Mutter stammen. Die Karten wurden alle nach dem angenommenen Tod der Mutter geschrieben.
Nach vielen Hindernissen finden Helen und Paul den Verbleib von Sveti Georgi. In einem Sarkophag finden sie Rossi. Er hat eine klaffende, pulsierende Wunde am Hals und scheint gelähmt zu sein. Er erwacht und mahnt die  beiden, sie müssten verschwinden, da Dracula bei Beginn der Dunkelheit erwache. Er warnt sie, dass sein Hunger mit der Dunkelheit einsetze. Sie sollten vorher noch ein Buch aus der Bibliothek Draculas holen, in dem er Briefe mit seinen Erlebnissen der Gefangenschaft versteckt habe.
Helen und Paul jagen Rossi einen silbernen Dolch durchs Herz, um ihn von seinem Schicksal zu erlösen. Sie finden die Bibliothek, werden jedoch von dem  Bibliothekar und von Politikern verfolgt, die ebenfalls auf der Suche nach dem Grab sind. Das Grab ist aber leer und Dracula bereits verschwunden. In den Briefen steht, dass Dracula bzw. Vlad Ţepeş nicht nur ein Herrscher war, sondern auch ein Gelehrter, ein Historiker. Er hat in den letzten 500 Jahren eine Bibliothek mit seltenen Büchern und Dokumenten angelegt. Die geheimnisvollen Bücher mit dem Holzschnitt wurden von Dracula selbst gedruckt und an Gelehrte der ganzen Welt verteilt, die dadurch Dracula finden sollten, so dass er sie auf ewig in seine Dienste stellen konnte. Rossi war der erste, der es wirklich bis dorthin geschafft hat. Paul und Helen gehen zurück in die Vereinigten Staaten und heiraten, Helen gebiert ein Kind – die Erzählerin. Helen leidet jedoch unter Depressionen.
1970 finden Barley und die Erzählerin ihren Vater Paul in der Krypta des Klosters Saint-Matthieu-des-Pyrénées-Orientales. Eine Legende besagt, Dracula hätte sein untotes ewiges Leben an diesem Ort bekommen und er käme alle 16 Jahre hierhin zurück. Dracula erscheint und wird von einem Schuss mit einer Silberkugel ins Herz getroffen, der von einer Person aus einem Schatten heraus abgefeuert wurde. Es ist Helen.
Der Erzählungsbogen zwischen 1930 und 1970 schließt sich. Helen erzählt, der Grund ihrer Depressionen sei, dass sie sich durch den Biss des Vampirs verunreinigt fühlte und Angst gehabt hätte, ihre Tochter in Gefahr zu bringen. Sie fühlte auf einer privaten Reise im Kloster Saint-Matthieu-des-Pyrénées-Orientales die Anwesenheit Draculas und wollte sich das Leben nehmen, überlebte jedoch, konnte aber so nie wieder ihrem Mann und ihrer Tochter gegenübertreten, sie entschied sich nur ein Leben mit ihrer Familie führen zu können, wenn sie wusste, dass Dracula vernichtet ist.
Im Epilog des Buches, der sich rund 40 Jahre nach den Geschehnissen abspielt, findet die Erzählerin der Geschichte wieder auf mysteriöse Weise ein altes, leeres Buch mit dem Holzschnitt des Drachen in einer Bibliothek. Dracula hat entweder überlebt oder seine Helfer führen sein Werk fort.

## Hintergrund
Die Autorin arbeitete vor der Veröffentlichung zehn Jahre lang an dem Roman. Der Verlag Little Brown erwarb die Veröffentlichungsrechte in einer Auktion für 2 Millionen US-Dollar und startete eine massive Marketingkampagne. Das Buch erschien in den USA am 14. Juli 2005 und erreichte auf Anhieb Platz 1 der Bestsellerliste der New York Times. Noch im selben Jahr erschien die deutsche Erstausgabe beim Berliner Bloomsbury-Verlag.
Die Filmrechte wurden für 2 Millionen US-Dollar verkauft. Der Historiker wurde in 28 Sprachen übersetzt.

## Rezeption
Am Erstverkaufstag wurden in den USA mehr Exemplare von Der Historiker verkauft als von Dan Browns Sakrileg (The Da Vinci Code).
Kostovas Erstling wurde von der öffentlichen Literaturkritik überwiegend positiv angenommen. Peter Körte kritisierte in seiner Rezension der Frankfurter Allgemeinen Zeitung allerdings den Mangel an Timing und die schulbuchmäßige Verwendung von Topoi.
Für das erste Kapitel von Der Historiker wurde Kostova mit dem Hopwood Award für Kreatives Schreiben ausgezeichnet.

## Ausgaben
- The Historian, Little Brown, New York 2005, ISBN 0-3160-1177-0.
- Der Historiker (Übersetzung: Werner Löcher-Lawrence), Bloomsbury, Berlin 2005, ISBN 3-8270-0590-6 und Berliner Taschenbuch Verlag, Berlin 2006, ISBN 978-3-8333-0394-4.

## Adaptionen
- Hörbuch, Jumbo Neue Medien, Hamburg 2005, ISBN 978-3-8337-1434-4. (Sprecher: Maren Eggert und Bernd Stephan)